# メコスタ郡 (ミシガン州)
メコスタ郡（英: Mecosta County）は、アメリカ合衆国ミシガン州ロウアー半島の中央部に位置する郡である。2010年国勢調査での人口は42,798人であり、2000年の40,553人から5.5%増加した。郡庁所在地はビッグラピッズ市（人口10,601人）であり、同郡で人口最大の都市でもある。
メコスタ郡はポタワトミ族インディアンの酋長メコスタに因んで名付けられた。ポタワトミ族は昔、地域の魚や動物を求めて水路を動いていた。酋長メコスタは1836年のワシントン条約に署名した者達の1人だった。水路を容易に航行できたことで間もなく製材業が隆盛するようになった。1851年に労働者が入植してきた。メコスタ郡は1840年4月1日に設立されたが、管理上の目的で1857年まではケント郡に、1859年2月11日まではニウェーゴ郡に付設されていた。この時に公式に設立され、郡政府が組織された。郡内には100以上の湖や河川があり、マスキーゴン川は郡庁所在地のビッグラピッズ市を抜け曲がりくねって流れている。

## 歴史
1839年2月22日、測量総監がアメリカ合衆国によるメコスタ郡の測量を承認し、ミシガン州議会は1840年4月1日にメコスタ郡の領域を確定した。
1852年、ジョン・デイビスがメコスタ郡区の土地160エーカー (0.65 km2) を、ジョン・パリッシュがビッグラピッズの土地57エーカー (0.23 km2) を購入した。彼等が郡最初の恒久的住人だった。1852年7月20日、ウィリアム・とマーガレットのブロックウェイ夫妻と2人の子供達がミッチェル・クリーク沿いの掘っ立て小屋に移転し、郡最初の家族になった。1853年2月12日、夫妻にアリス・ビクトリアが生まれ、郡最初の白人の赤ん坊になった。1853年春、ブロックウェイ家はイートナ郡区の200エーカー (0.81 km2) の農場に移転した。
1854年3月、ジーラとジョージのフレンチ兄弟の家族11人がミッチェル・クリークとマスキーゴン川に近い掘っ立て小屋に移転した。この兄弟はビッグラピッズの共同設立者だと考えられている。1855年春、ジェイムズとローラのモンタギュー夫妻とその子供達が郡内に入植した3番目の家族になった。グリーン郡区のその160エーカー (0.65 km2) の農園は、19マイル道路がマスキーゴン川西岸に突き当たる場所にあった。
レナード郡区（現ビッグラピッズ郡区）とグリーン郡区の組織化が1858年2月に承認された。この年4月5日、郡区最初の選挙が行われ、ジェシー・ショーがレナード郡区の初代監督官、ジェシー・A・バーカーがグリーン郡区の監督官に選出された。1859年2月11日、州議会がメコスタ郡の組織を承認し、レナード村を郡庁所在地に指定した。郡最初の選挙は4月4日に行われ、郡の役人が選出された。5月2日、ルーサー・コブとジェシー・A・バーカーが最初の郡政委員会を開催し、バーカーが議長に選ばれた。1860年国勢調査で郡の人口は671人だった。
5段組2つ折りの新聞「ビッグラピッズ・パイオニア」の第1号は1862年4月17日に発行された。チャーリー・ゲイが経営者、所有者であり、セイロン・C・フラーと共同編集を行った。この新聞はこの二人が22年間近くも編集を続け、さらに140年後も発行が続けられている。
ビッグラピッズ村の区画は1859年11月3日に登録され、フレンチが追加したグレン・エルムの区画は1860年5月9日に登録された。1869年4月には州議会がビッグラピッズ市の法人化を承認した。市最初の選挙は1869年4月19日に行われ、市長他市の役人が選出された。1870年国勢調査での郡人口は5,642人だった。
グランドラピッズ・アンド・インディアナ鉄道が郡内に入ってきた最初のものだった。1869年6月、この鉄道がマスキーゴン川を越え、モーリーの村が設立された。次の延伸区間はパリスの村までであり、1869年7月に建設が始まり、スタンウッドの村ができた。1870年6月20日にはビッグラピッズ市の市域に到達し、パリス村までは7月1日に達した。その後も数年間は建設が進み、1873年12月にはペトスキーに達した。
郡内初期の主人は郡保安官の個人家屋、地元ホテル、ケント郡やニウェーゴ郡の監獄に収容されていた。1862年、郡住民が郡監獄を建設しないことを決めた。最初の郡監獄は1868年夏に建設された。この監獄は1893年に建設された古い歴史的監獄と同じ場所にあり、現在のスチュワート通りにある。現在の郡監獄は1965年に建設され、1986年に改修された。メコスタ郡郡政委員会は2000年にも監獄の改修と拡張を承認し、2001年に完成した。
1880年の国勢調査では郡人口13,973人だった。1880年代初期、エルム通りとミシガン通りの角近く、中心街の2つの建物に郡は事務所を賃借していた。1883年、監督委員会が郡庁舎を建てるために2年間の増税を承認する提案を住民投票に諮った。この提案は1884年4月の投票で承認された。初代郡庁舎の建設は1885年に始まり、1866年に完工した。現在の二代目郡庁舎着工式は1969年4月8日に行われた。建設は1970年8月に終わり、竣工式は11月7日に行われた。
1900年代初期、水力発電ダムを使った電力が、家具などの木製品を加工するエネルギーとなった。間もなく石油、ガスの汲み上げ、氷河性砂と砂利の採掘が郡の重要な経済活動になった。初期には製材業が支配的だったが、医療や教育も重要な要素となり、町を持続させる力になっている。メコスタ郡は人口42,000人を超えるまでに成長し、工業、教育および小さな田園町での生活に富の機会がある。
メコスタ郡にアフリカ系アメリカ人が入ってきたのは1860年代であり、ジェイムズ・ガイがウィートランド郡区に160エーカー (0.65 km2) の土地を取得し、その権利譲渡証書にはエイブラハム・リンカーンが署名した。1862年のホームステッド法で各開拓者に160エーカーの土地を認めており、現在リーマスがある地域ではアフリカ系アメリカ人が1,392エーカー (5.63 km2) を所有していた。彼等は木樵と農夫であり、町に学校と教会を建設した。「オールドセトラー」と呼ばれており、毎年リーマス地域では同窓会が開かれ、最初に入植した人々を顕彰している。
後にミシガン州知事になったウッドブリッジ・N・フェリスが1884年にビッグラピッズ市でフェリス工業学校を設立した。広さ600エーカー (2.4 km2) のこの学校は、その後フェリス・インスティチュート、フェリス州立カレッジ、と変わり、現在はブルドッグス・アンド・フェリス・州立大学となっている。フェリスは1928年に死ぬまでに5万人の学生を教育し、毎年1,800人を受け入れていた。現在の学生数は14,000人である。
観光業は着実に成長しており、重要な収入源となっているが、開発機会も存在し続けている。郡内の多くの湖や河川が水と関わる無限の機会を提供している。

## 地理
アメリカ合衆国国勢調査局に拠れば、郡域全面積は571.10平方マイル (1,479.1 km2)であり、このうち陸地555.69平方マイル (1,439.2 km2)、水域は15.41平方マイル (39.9 km2)で水域率は2.70%である。

### 交通

#### 主要高規格道路
- アメリカ国道131号線
- アメリカ国道131号線産業道路、ビッグラピッズを通る環状線
- ミシガン州道20号線
- ミシガン州道66号線
- 郡道96号線

#### 空港
- ロビン・フッド空港

### バス
- MOTA
- ダイアル・ア・ライド

### 隣接する郡
- オセオラ郡 - 北
- イサベラ郡 - 東
- モンカルム郡 - 南
- ニウェーゴ郡 - 西

### 国立保護地域
- マニスティー国立の森（部分）

## 主要な雇用主
- フェリス州立大学、ビッグラピッズ市
- ハワース、ビッグラピッズ市
- メコスタ郡医療センター、ビッグラピッズ市
- ウルバリン・ワールドワイド、ビッグラピッズ市

## 人口動態
以下は2000年の国勢調査による人口統計データである。
| 基礎データ - 人口: 40,553人 - 世帯数: 14,915 世帯 - 家族数: 9,888 家族 - 人口密度: 28人/km2（73人/mi2） - 住居数: 19,593軒 - 住居密度: 14軒/km2（35軒/mi2） 人種別人口構成 - 白人: 92.68% - アフリカン・アメリカン: 3.60% - ネイティブ・アメリカン: 0.64% - アジア人: 0.87% - 太平洋諸島系: 0.04% - その他の人種: 0.37% - 混血: 1.79% - ヒスパニック・ラテン系: 1.28% 先祖による構成 - ドイツ系：25.5% - イギリス系：10.8% - アメリカ人：9.8% - アイルランド系：9.2% - ポーランド系：5.3% 言語による構成 - 英語：95.9% - スペイン語：1.7% - ドイツ語：1.1% | 年齢別人口構成 - 18歳未満: 22.5% - 18-24歳: 19.8% - 25-44歳: 23.0% - 45-64歳: 21.5% - 65歳以上: 13.2% - 年齢の中央値: 32歳 - 性比（女性100人あたり男性の人口） - 総人口: 102.8 - 18歳以上: 102.2 世帯と家族（対世帯数） - 18歳未満の子供がいる: 29.1% - 結婚・同居している夫婦: 53.3% - 未婚・離婚・死別女性が世帯主: 9.3% - 非家族世帯: 33.7% - 単身世帯: 24.5% - 65歳以上の老人1人暮らし: 8.9% - 平均構成人数 - 世帯: 2.49人 - 家族: 2.95人 収入と家計 - 収入の中央値 - 世帯: 33,849米ドル - 家族: 40,465米ドル - 性別 - 男性: 32,127米ドル - 女性: 22,467米ドル - 人口1人あたり収入: 16,372米ドル - 貧困線以下 - 対人口: 16.1% - 対家族数: 9.6% - 18歳未満: 16.6% - 65歳以上: 7.6% |

## 郡政府
郡政府は郡監獄の運営、地方道の維持、地方裁判所の運営、権利譲渡と抵当権設定記録など重要記録の維持、公衆衛生規制の管理、福祉など社会サービスの項目で州の施策への参加を行う。郡政委員会は予算を管理するが、法や条例を作るのは限定付き権限である。ミシガン州では、警察と消防、建設と区画割、税評価、街路維持など地方政府の大半機能は個々の都市と郡区の責任である。

## 郡区
メコスタ郡は下記16の郡区に分割されている。
| - イートナ - オースティン - ビッグラピッズ - チッペワ | - コルファクス - ディアフィールド - フォーク - グラント | - グリーン・チャーター - ヒントン - マーティニー - メコスタ | - ミルブルック - モートン - シェリダン - ウィートランド |

## 都市と町
| 都市 - ビッグラピッズ - 郡庁所在地 | 村 - バリートン - メコスタ - モーリー - スタンウッド | 未編入の町 - アルトナ - カナディアンレイクス |